# Petrolo
Petrolo è una frazione del comune italiano di Marliana, nella provincia di Pistoia, in Toscana.

## Geografia fisica
Petrolo si affaccia su una collina ad un'altitudine di 397 m s.l.m. ed è circondato da foreste di castagni, acacie e in gran parte campi coltivati a patate. Infatti il 75% del territorio agricolo del paese si concentra sulla coltura delle olive nei mesi di novembre e dicembre.

## Storia
Il toponimo Petrolo deriva dal latino Pretorius cioè "pretore", colui che deteneva il potere del paese ai tempi dei romani.
Durante il corso della storia il nome Pretorius venne modificato in Petrolo tramite una serie di passaggi evolutivi della lingua: per prima cosa, con il passare del tempo cadde l'uso della "s" finale latina, non più utile ai fini della conversazione, successivamente la "u" latina si trasformò in "o" e il nome Pretorius divenne subito Pretorio. Infine la parola fu ulteriormente modificata e con il passare degli anni e l'evolversi della lingua venne trasformata in Petriolo e in conclusione in Petrolo.
Il primo documento che rende noto l'esistenza di Petrolo arriva il 2 novembre 944, con una donazione da parte di un conte di 12 appezzamenti di terreno alla cattedrale di Pistoia, due dei quali erano situati proprio in Petrolo. Oltre a questa donazione ne furono eseguite altre: una nel 953, una nel 961, non sempre dallo stesso conte, ma da altri personaggi della zona, e un'altra nel 1034. Altro documento importante risale al 1067, e un altro ancora che certifica la presenza continua di questo paese risale al 2 settembre 1267 accertando una compravendita di un terreno avvenuta proprio a Petrolo. Poi il 16 febbraio del 1360 l'ennesima compravendita eseguita da Michele di Simone Spadaio che consentì l'affitto di un terreno per 6 anni a Jacopo del fu Dolfi da Montagnana pistoiese. I Dolfi erano i cognomi più frequenti tra la società di quei tempi, lasciando tracce di sé fino alle generazioni di oggi. Ma nel 1550 circa iniziano a comparire anche i Livi, altra famiglia preponderante nella storia di Petrolo, di cui sono tutt'oggi gli abitanti più numerosi.

## Infrastrutture e trasporti
Petrolo è raggiungibile da due strade: la strada provinciale 17 tra le località Giampierone e Montagnana pistoiese, proveniente da Pistoia, e dalla strada provinciale 49 che conduce verso Casore del Monte.